# Tyler Saint
Tyler Saint (ur. 3 marca 1970 w Burlington) – amerykański aktor pornograficzny, kulturysta amator.

## Życiorys

### Wczesne lata
Urodził się w Burlington w stanie Vermont jako syn Nancy Jean (z domu Ouimette) i Johna Arthura Martellów. Wychowywał się w Swanton.

### Kariera
W październiku 2006 związał się z branżą gejowskiej pornografii. Pierwszym filmem porno z jego udziałem był Workload wytwórni Jet Set Men. Po roku Saint pojawił się w osiemnastu kolejnych produkcjach. Był na okładkach gejowskich magazynów: „Honcho” (we wrześniu 2007 i w marcu 2008), „Unzipped” (w listopadzie 2007 i w styczniu 2008), „Torso” (w czerwcu 2008, w sierpniu 2008, w lipcu 2009 i w sierpniu 2009) i „Inches” (w lutym 2009). Brał też udział w sesji zdjęciowej dla magazynu „Playgirl”.
W 2008 uzyskał w sumie dziesięć nominacji do najbardziej prestiżowych nagród przemysłu pornograficznego – pięć do Grabby Award i pięć do GayVN Award.
Wiosną 2009 wystąpił w filmie Mustang Darkroom z Samuelem Coltem. Grywał też w produkcjach o tematyce BDSM.
Wystąpił w serialu o tematyce LGBT The Lair (2008–2009) w reżyserii Freda Olena Raya, a także zagrał epizod w komedii Brüno (2009) z udziałem Sachy Barona Cohena.

## Życie prywatne
17 czerwca 2008, po uznaniu małżeństw homoseksualnych przez władze Kalifornii, poślubił swojego partnera Roba Petersa.

## Nagrody i nominacje
| Rok  | Nagroda            | Kategoria                                           | Film                                 | Inni wykonawcy                                                                             | Rezultat  |
| ---- | ------------------ | --------------------------------------------------- | ------------------------------------ | ------------------------------------------------------------------------------------------ | --------- |
| 2008 | GayVN Award        | Najlepsza scena seksu grupowego                     | Dare (2007)                          | Eric Blaine, Dallas Reeves, Matthew Rush, Roman Heart i Mason Wyler                        | Nominacja |
| 2008 | GayVN Award        | Najlepsza scena seksu                               | Just Add Water (2007)                | Mason Wyler                                                                                | Nominacja |
| 2008 | GayVN Award        | Najlepsza scena seksu triolizmu                     | Vanished (2007)                      | Jake Dakota i Andrew Justice                                                               | Wygrana   |
| 2008 | GayVN Award        | Wykonawca roku                                      | –                                    | –                                                                                          | Nominacja |
| 2008 | GayVN Award        | Najlepsza scena seksu grupowego                     | Jet Set Fraternity Gangbang 2 (2007) | Jesse Santana, Sebastian Young, Sebastian Rivers, Johnny Donovan, Jason Crew i Brant Moore | Nominacja |
| 2008 | Grabby Award       | Najlepsza scena seksu grupowego                     | Jet Set Fraternity Gangbang 2 (2007) | Jesse Santana, Sebastian Young, Sebastian Rivers, Johnny Donovan, Jason Crew i Brant Moore | Nominacja |
| 2008 | Grabby Award       | Najlepsza scena seksu w duecie                      | Jet Set Fraternity Gangbang 2 (2007) | Jesse Santana                                                                              | Nominacja |
| 2008 | Grabby Award       | Najlepsza scena seksu grupowego                     | Dare (2007)                          | Eric Blaine, Dallas Reeves, Matthew Rush, Roman Heart i Mason Wyler                        | Nominacja |
| 2008 | Grabby Award       | Najgorętsza scena rimmingu                          | Jockstrap (2007)                     | Alex Collack i C.J. Knight                                                                 | Nominacja |
| 2008 | Grabby Award       | Najgoręszy penis                                    | –                                    | –                                                                                          | Nominacja |
| 2009 | XBIZ Award         | Wykonawca GLBT roku                                 | –                                    | –                                                                                          | Nominacja |
| 2009 | Grabby Award       | Najlepszy wykonawca                                 | –                                    | –                                                                                          | Nominacja |
| 2009 | Grabby Award       | Najlepsza scena seksu w duecie                      | Hung Country for Young Men (2008)    | Tommy Blade                                                                                | Nominacja |
| 2009 | GayVN Award        | Najlepszy aktor drugoplanowy                        | –                                    | –                                                                                          | Nominacja |
| 2009 | GayVN Award        | Najgorętszy aktyw                                   | –                                    | –                                                                                          | Nominacja |
| 2010 | XBIZ Award         | Gejowski wykonawca roku (ex aequo z Loganem McCree) | –                                    | –                                                                                          | Wygrana   |
| 2011 | XBIZ Award         | Gejowski wykonawca roku                             | –                                    | –                                                                                          | Nominacja |
| 2012 | Grabby Award       | Mięśniaki (Jocks)                                   | –                                    | –                                                                                          | Nominacja |
| 2021 | Raven’s Eden Award | Najlepszy tyłek do ust                              | –                                    | –                                                                                          | Nominacja |
| 2021 | Raven’s Eden Award | Najlepsza para / duet na ekranie                    | –                                    | Ace Banner                                                                                 | Nominacja |
| 2021 | Raven’s Eden Award | Najgorętszy wykonawca ponad 50 lat                  | –                                    | –                                                                                          | Nominacja |
| 2021 | Raven’s Eden Award | Żywa legenda                                        | –                                    | –                                                                                          | Wygrana   |
| 2021 | Raven’s Eden Award | Gładki i seksowny                                   | –                                    | –                                                                                          | Nominacja |
| 2021 | Raven’s Eden Award | Motyl mediów społecznościowych                      | –                                    | –                                                                                          | Nominacja |